# Johan Larsson
Johan Larsson (Göteborg, Švedska, 8. prosinca 1974.) bivši je basist Švedskog melodic death metal sastava In Flames. Godine 1997. napustio je In Flames iz nepoznatih razloga. Johan je bio i basist power metal grupe HammerFall koju je napustio prije nego što je objavila prvi studijski album.

## Diskografija
- In Flames - Lunar Strain (1994.)
- In Flames - Subterranean (1995.)
- In Flames - The Jester Race (1996.)
- In Flames - Black-Ash Inheritance (1997.)
- In Flames - Whoracle (1997.)

## Vanjske poveznice
- www.inflames.com